# 필립 공 메달
필립 공 메달(영어: Prince Phillip Medal)은 왕립 공학 아카데미(RAE)의 수석 펠로우였던 영국 에든버러 공작 필립의 이름을 따서 명명된 메달이다.
1989년 필립 공은 실무, 경영 또는 교육을 통해 엔지니어링 전반에 뛰어난 공헌을 한 모든 국적의 엔지니어에게 정기적으로 수여하기로 위임했다. 첫 번째 수상자는 1991년 공군 준장 프랭크 휘틀 경이었다.

## 배경
필립 공 메달은 왕립 공학 아카데미에서 수여한다. 후보 지명은 매년 9월 경에 시작된다. 후보는 모든 국적에서 나올 수 있으므로 국제적인 상이다. 매년 수여하지만, 자격을 갖춘 후보가 없는 경우에는 메달을 수여하지 않는다.

## 수상자 명단
| 연도 | 수상자                  | 업적 |
| ---- | ----------------------- | --- |
| 1991 | 프랭크 휘틀             | 항공의 변혁을 이끈 제트 엔진을 개발하는데 공헌                                                                                         |
| 1992 | 데니스 루크             | 가스 산업의 현대화, 액화 천연 가스의 탐사, 수송 및 사용을 실용화하는데 공헌                                                            |
| 1993 | 수상자 없음             | 수상자 없음 |
| 1994 | 수상자 없음             | 수상자 없음 |
| 1995 | 수상자 없음             | 수상자 없음 |
| 1996 | 찰스 K. 가오            | 광섬유를 발명하고 이를 상업화하는데 공헌                                                                                               |
| 1997 | 존 아르기리스           | 유한 요소 분석법의 공식화 및 개발을 통해 엔지니어링 설계를 하는데 공헌                                                                 |
| 1997 | 레이 윌리엄 클로프      | 유한 요소 분석법의 공식화 및 개발을 통해 엔지니어링 설계를 하는데 공헌                                                                 |
| 1998 | 수상자 없음             | 수상자 없음 |
| 1999 | 존 브라운               | BP에서 30년 이상 뛰어난 기여를 하였으며, BP가 애머코(Amoco)와 303억 파운드 규모의 합병을 통해 영국 최대의 회사를 만드는데 공헌         |
| 2000 | 알렉 브로어스           | 실리콘 칩의 소형 전자 회로 분야에서 선구자이자 산업과 대학의 관계를 구축하여 케임브리지가 주요 경제 강국이 되도록 하는데 공헌          |
| 2001 | 필립 러플스             | 롤스로이스, 항공엔진 산업 및 영국의 엔지니어링을 강화하는데 공헌                                                                       |
| 2002 | 수상자 없음             | 수상자 없음 |
| 2003 | 데이비드 로즈           | 통신 기술 분야에서 뛰어난 연구 전문성을 인정받아, 이를 전 세계적인 회사로 발전시키는데 공헌                                            |
| 2004 | 윌리엄 본필드           | 인공 뼈 재료의 임상적 사용 개발, 상용화 및 확대에 있어서 탁월한 성과를 거두었고 생체재료 분야를 정의하는데 공헌                        |
| 2005 | 제임스 두지             | 수문학 분야에 공헌 |
| 2006 | 올지어드 지엔키에비츠   | 기계 및 공학의 광범위한 분야에 뛰어난 공헌                                                                                             |
| 2007 | 수상자 없음             | 수상자 없음 |
| 2008 | 론 데니스               | 기업가적 기술, 공학 분야, 공학에 대한 대중의 인식 제고, 미래의 젊은 엔지니어들에게 영감을 주는데 공헌                                  |
| 2009 | 수상자 없음             | 수상자 없음 |
| 2010 | 존 데이비슨             | 유동화 및 기포 유동의 다상 유동 연구 분야를 비롯하여 전 세계적으로 화학공학 분야에 크게 기여하는데 공헌                                |
| 2011 | 수상자 없음             | 수상자 없음 |
| 2012 | 나임 후세인             | 세계에서 가장 상징적인 다리 중 일부에 대한 획기적인 작업을 수행하는데 공헌                                                             |
| 2013 | 수상자 없음             | 수상자 없음 |
| 2014 | C. C. 찬                | 전기자동차 개발에 공헌 |
| 2015 | 수상자 없음             | 수상자 없음 |
| 2016 | 조나단 인그램           | 건물 정보 모델링 (BIM) 혁명을 예고한 시스템 개발                                                                                       |
| 2017 | 수상자 없음             | 수상자 없음 |
| 2018 | 루시엔 브로니츠키       | 지구의 지열을 활용하기 위한 새로운 기술 개발                                                                                           |
| 2019 | 수상자 없음             | 수상자 없음 |
| 2020 | 밥 스튜어트             | 음악 및 영화 산업의 오디오 엔지니어링에 대해 공헌                                                                                      |
| 2021 | 글래디스 웨스트         | GPS의 공학적 혁신을 위한 길을 열어준 수학적 모델링 개발                                                                                |
| 2022 | 아사드 마다니           | 허블 우주 망원경 제어 시스템과 승객 안전 기술의 선구자. 수십 년 동안 항공우주, 제조 및 운송 산업 전반에 걸쳐 지능형 센서와 시스템 개발 |
| 2023 | 수상자 없음             | 수상자 없음 |
| 2024 | 아로기야스와미 파울라지 | 현재 및 미래의 모든 광대역 무선 통신의 기반인 MIMO (Multiple-Input, Multiple-Output) 기술 발명                                         |